# ラヴァリー〜恋人のように
『ラヴァリー〜恋人のように』（原題：Loverly）は、アメリカ合衆国の歌手、カサンドラ・ウィルソンが2008年に発表したスタジオ・アルバム。

## 背景
オリジナル曲は、ウィルソンとバック・バンドによるインプロヴィゼーション曲「アレーレ」1曲だけで、ウィルソンのアルバムとしては『ブルー・スカイ』（1988年）以来20年ぶりのスタンダード集となった。本作でピアノを担当したジェイソン・モランは、当時ウィルソンと同じくブルーノートに所属しており、ウィルソンのツアー・バンドに参加したこともあるが、レコーディングでの共演は本作が初である。

## 反響・評価
アメリカでは総合アルバム・チャートのBillboard 200入りを逃すが、『ビルボード』のジャズ・アルバム・チャートでは3位、トップ・ヒートシーカーズでは19位を記録した。グラミー賞では最優秀ジャズ・ボーカル・アルバム賞を受賞し、12年ぶりのグラミー受賞を果たした。
Thom Jurekはオールミュージックにおいて5点満点中3.5点を付け「彼女は風変わりでリスクを恐れないジャズ・グループを起用して、アメリカン・ソングブックの重要な部分を取り上げ、これらの曲が本来持つ気品や魅力を損なうことなく新しい深み、質感、意味を追加している」と評している。また、ベン・ラトリフは『ニューヨーク・タイムズ』紙において「いかなる理由においても（曲が優れているからというだけではない）、ここ長年における彼女の最高傑作」「自然体であることも大切だが、本作はモランの混合的でジャンルを無視したピアノ・ソロから、ウィルソンの極めてスモーキーな声の全音域を駆使した思慮深いフレージングに至るまで、美しく構築されたレコードである」と評している。

## 収録曲
1. 恋人よ我に帰れ - "Lover Come Back to Me" (Oscar Hammerstein II, Sigmund Romberg) - 4:16
2. 黒いオルフェ - "Black Orpheus" (Luíz Bonfá, Antônio Maria) - 4:58
3. ラヴァリー（素敵じゃない?） - "Wouldn't It Be Loverly" (Alan Jay Lerner, Frederick Loewe) - 5:02
4. 風と共に去りぬ - "Gone with the Wind" (Herb Magidson, Allie Wrubel) - 5:51
5. キャラヴァン - "Caravan" (Duke Ellington, Juan Tizol, Irving Mills) - 4:23
6. あなたに逢えるその日まで - "'Til There Was You" (Meredith Willson) - 6:42
7. スプリング・キャン・リアリー・ハング・ユー・アップ・ザ・モスト - "Spring Can Really Hang You Up the Most" (Fran Landesman, Tommy Wolf) - 5:01
8. アレーレ - "Arere" (Wilson, Babalola, Moran, Plaxico, Riley, Sewell) - 5:42
9. セント・ジェームズ病院 - "St. James Infirmary" (Traditional) - 4:40
10. ダスト・マイ・ブルーム - "Dust My Broom" (Elmore James, Robert Johnson) - 4:46
11. ザ・ヴェリー・ソート・オブ・ユー - "The Very Thought of You" (Ray Noble) - 4:47
12. スリーピン・ビー - "Sleepin' Bee" (Harold Arlen, Truman Capote) - 4:35

## 参加ミュージシャン
- カサンドラ・ウィルソン - ボーカル
- マーヴィン・スーウェル - ギター
- ジェイソン・モラン（英語版） - ピアノ
- ロニー・プラキシコ - アコースティック・ベース
- レジナルド・ヴィール - アコースティック・ベース(on 11.)
- ハーリン・ライリー - ドラムス
- レカン・ババロラ - パーカッション(on 1. 2. 4. 5. 6. 8. 9. 10.)
- ロンダ・リッチモンド - バックグラウンド・ボーカル(on 8.)